# Parc du Tage
Pour les articles homonymes, voir Tage (homonymie).
Le parc du Tage (en portugais : Parque do Tejo) est un jardin public du quartier de Parque das Nações, à Lisbonne. Il a été créé à la suite de l'exposition internationale de 1998, basé sur l'idée de restaurer la qualité de l'environnement face au Tage. 
En août 2023, lors des Journées mondiales de la jeunesse de Lisbonne, le parc est renommé le "camp de la grâce" accueillant 1,5 million de jeunes du monde entier en présence du Pape François.

## Emplacement
Il est géographiquement situé dans la partie orientale de la paroisse de Sacavém et comprend les espaces verts bordés par le Tage à l'est, la rivière Trancão au nord, la ligne Azambuja à l'ouest et le pont Vasco da Gama au sud. Il couvre une superficie d'environ 90 hectares. La rive face au Tage constitue un écosystème de type marais salé.

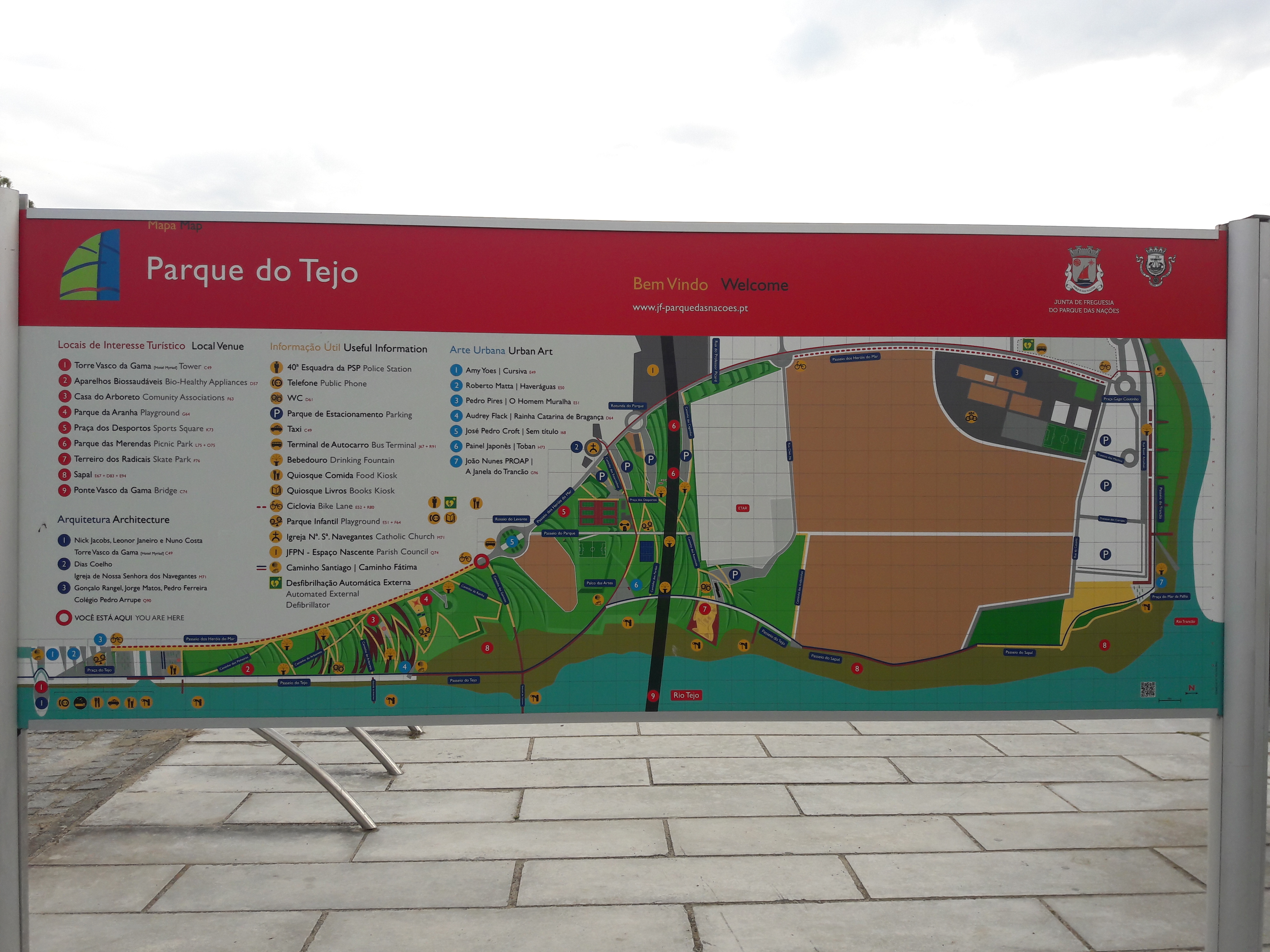
Carte informative du parc du Tage à Lisbonne

## Observation des oiseaux
La région du parc du Tage est un excellent endroit pour observer les oiseaux aquatiques dans la ville de Lisbonne. Il est possible d'observer :
- goélands hurlants, goélands à ailes noires et à pieds jaunes, couples de canards colverts et de sarcelles, mouches noires et tailleurs ;
- sur les piles du pont, il est courant de voir des dizaines de cormorans, hérons, spatules, aigrettes blanches, martins-pêcheurs et pluviers gris.